# Luis Bayón Herrera
Luis Bayón Herrera fue un director de cine, dramaturgo y guionista nacido en Bilbao, España el 23 de septiembre de 1889, que realizó prácticamente toda su actividad profesional en la Época de Oro del cine argentino y falleció en Buenos Aires el 30 de marzo de 1956.
Su última película fue Una cubana en España donde actuaron las estrellas Marujita Díaz y Blanquita Amaro.

## Filmografía
Director
- Una cubana en España (1951)
- Con la música en el alma (1951)
- A La Habana me voy (1951)
- Buenos Aires a la vista (1950)
- El seductor (1950)
- Todo un héroe (1949)
- Fúlmine (1949)
- Maridos modernos (1948)
- Cuidado con las imitaciones (1948)
- Lucrecia Borgia (1947)
- Un marido ideal (1947)
- Tres millones... y el amor (1946)
- No salgas esta noche (1946)
- Un modelo de París (1946)
- La amada inmóvil (1945)
- Una mujer sin importancia (1945)
- La danza de la fortuna (1944)
- Los dos rivales (1944)
- La piel de zapa (1943)
- Pasión imposible (1943)
- La suerte llama tres veces (1943)
- La casa de los millones (1942)
- Secuestro sensacional!!! (1942)
- La novela de un joven pobre (1942)
- Peluquería de señoras (1941)
- Cándida millonaria (1941)
- Joven, viuda y estanciera (1941)
- El más infeliz del pueblo (1941)
- Mi fortuna por un nieto (1940)
- Los celos de Cándida (1940)
- El astro del tango (1940)
- Amor (1940)
- Cándida (1939)
- Entre el barro (1939)
- Mi suegra es una fiera (1939)
- Jettatore (1938)

Guionista
- Una cubana en España (1951)
- Buenos Aires a la vista (1950)
- Una mujer sin importancia (1945)
- La danza de la fortuna (1944)
- Los dos rivales (1944)
- La casa de los millones (1942)
- Secuestro sensacional (1942)
- Peluquería de señoras (1941)
- Cándida millonaria (1941)
- Joven, viuda y estanciera (1941)
- El más infeliz del pueblo (1941)
- Mi fortuna por un nieto (1940)
- Los celos de Cándida (1940)
- El astro del tango (1940)
- Amor (1940)
- Cándida (1939) (como Bayón Herrera)
- Entre el barro (1939)
- Jettatore (1938)
- El caballo del pueblo (1935)
- Noches de Buenos Aires (1935)
- Las luces de Buenos Aires (1931)